# 库尔斯克
库尔斯克（羅馬化：Kursk）是俄罗斯西部的一个城市，作为库尔斯克州和库尔斯克区的行政中心，属于州级城市。库尔斯克位于莫斯科以南519公里的库尔斯克州中部，根据2002年人口普查，人口为412,442人。
库尔斯克历史悠久。考古研究表明，现今库尔斯克扎那门斯基修道院所在地区在八世纪时已是一个繁荣的聚落。库尔斯克曾是库尔斯克公国的首都，自1508年起成为莫斯科国家的南部边界城市，随后逐渐发展为堡垒城市，并于1797年被授予省会城市的地位。1918年，庫斯克成为乌克兰临时工农政府的所在地。该市不仅是历史的重要见证，更在第二次世界大战期间因库尔斯克战役而声名显赫。
作为俄罗斯的重要文化和宗教中心，库尔斯克拥有丰富的历史遗产、大型工业综合体和科研教育中心。此外，库尔斯克也是俄罗斯中部的交通枢纽，为区域经济的发展提供了重要支持。

## 历史

### 中世纪
库尔斯克的最早书面记录可追溯到1032年。当时它被提及为斯韦尔人城镇之一，出现在《伊戈尔远征记》中：
“兄弟，给你的迅捷骏马备鞍。至于我的，它们已经准备就绪，栖息在库尔斯克附近；至于我的库尔斯克骑士，他们是著名的战士——在战号声中出生，在头盔下长大，喂养他们的是矛尖；对他们而言，路径是熟悉的，沟壑是已知的，他们的弓已经拉紧，箭袋未关，刀剑早已锋利；他们如同灰狼一般在田野中奔跑，寻求荣誉，为他们的王子争取荣耀。”
作为基辅罗斯的一个小公国的都城，库尔斯克在12和13世纪曾遭到讲突厥语的波洛夫人袭击。1237年，库尔斯克在巴图汗的统治下被蒙古人摧毁，但在1283年之前，城市得以重建。在1360年至1508年间，它由立陶宛大公国统治，并在1508年加入了集中化的俄罗斯国家，成为其南部边界省份。

### 近代
在1586年，库尔斯克重新被规划，1596年修建了新的堡垒，1616年时驻扎了超过1300名士兵。17世纪初，库尔斯克在波兰-俄罗斯战争期间多次遭到波兰-立陶宛联邦军队的攻击（1612年、1616年、1617年和1634年），同时也遭到克里米亚汗国和诺盖骑兵的袭击，但库尔斯克堡垒始终未被攻陷。
1678年前，奥里尔及其他南部俄罗斯城市的居民被迁移至库尔斯克，至此已有2800人迁入。城市因其地理位置优越，成为莫斯科通往克里米亚和基辅的最短路线上的重要节点，发展成为与乌克兰的粮食贸易中心，并且每年在库尔斯克圣母修道院墙下举办重要的集市。
在俄罗斯帝国时期，库尔斯克先后隶属于基辅省（1708–1727年）、别尔哥罗德省（1727–1779年）和库尔斯克副王国（1779–1797年）。1779年，库尔斯克获得城镇地位，并成为库尔斯克省的行政中心。
1781年，库尔斯克遭遇大火，城市规划被重新制定，市场中心设在红广场。1768年，复活-伊林教堂建成。1778年，巴洛克风格的塞尔吉耶夫大教堂和圣三一教堂完工。1783年，城市开设了第一所贵族学校。1808年成立了男子文理中学，1817年成立了神学院，1872年则开办了女子文理中学。

### 20世纪
20世纪初，库尔斯克在食品工业（如俄罗斯最大的啤酒厂之一Kvilitsu AK）及其他工业领域发挥了主导作用。1900年代，库尔斯克有四家坐标商店，其中最大的为季洪诺夫工厂，其产品曾出口到德国、奥匈帝国等地。1914年，库尔斯克有七家工程企业在运营。库尔斯克的工厂工作条件艰苦，工人罢工频繁（例如，糖厂的工人在1901至1903年间举行罢工）。库尔斯克工人还参与了1905年俄罗斯革命期间的全国性政治罢工。
在俄国十月革命后，苏维埃于1917年11月26日（新历12月9日）在库尔斯克掌握了权力。1918年11月28日，乌克兰临时工人和农民政府在库尔斯克成立。1919年9月20日，在俄罗斯内战期间，反布尔什维克军队在德尼金将军的指挥下占领了库尔斯克，但1919年11月19日，红军重新夺回了这座城市。
二战期间，库尔斯克于1941年11月4日至1943年2月8日被德国占领。占领期间，城市内曾设有犹太强制劳动营。1943年7月，德国发起“堡垒行动”，试图重新夺回库尔斯克。在随后的库尔斯克战役中，库尔斯克附近的普罗霍罗夫卡村成为苏德两军之间一场重大装甲战斗的中心——普罗霍罗夫卡战役，这是历史上最大规模的坦克战之一。“堡垒行动”是德国对苏联的最后一次重大进攻。
1944年2月开始，城市的重建工作启动，文化生活也逐步恢复：1944年2月19日，电影院重新开业，2月27日，话剧院重新开放。到1950年，城市的经济已完全恢复。1953年，电车系统再次投入使用。1956年8月17日，斯大林区更名为工业区，德尔任斯基区被撤销，其区域划分给工业区和列宁区。

### 近期历史
2009年，库尔斯克的圣母像——俄罗斯东正教最受尊敬的圣像之一，首次在90年内获得了“引导者”（Hodigitria）的称号。直至2010年，库尔斯克仍保持历史遗址的地位，但俄罗斯文化部于2010年7月29日以第418/339号决议剥夺了该城市的这一地位。
2011年10月29日，库尔斯克开设了30年来首个新的消防站，配备现代化设备。2012年，库尔斯克庆祝其980周年。

## 地理

### 城市布局
库尔斯克最初是作为一座堡垒城市建立的，坐落在一座俯瞰平原的山丘上。该定居点被库尔河（阿穆尔流域）和图斯卡河包围，形成了天然的防御屏障。到1603年，库尔斯克已成为该地区军事、行政和经济中心，负责防御来自克里米亚汗国的突袭。新堡垒在州长伊万·波列夫和涅柳布·奥加留夫的领导下建成，库尔斯克堡垒因其战略位置而显得尤为重要，成为南部地区最重要的防御工事之一。
1782年时，库尔斯克的建筑分布在两个山丘的高地和库尔河的山谷中，河岸上有草地和牧场。城市的街道沿山坡而建，许多地方坡度陡峭，行走时几乎处处都是上坡。城市的发展受到六条沟壑的影响，这些沟壑穿过高地，严重阻碍了库尔斯克的扩展。频繁的降雨有时会侵蚀山坡土壤，形成壕沟和沟渠。1782年的库尔斯克规划是在现有建筑的基础上实施的，届时城市的主要街道是大莫斯科街（现列宁大街）和赫尔松街（现捷尔任斯基大街）。
库尔斯克的中心地带设有强大的防御工事和自然障碍。周围则有多个聚落，包括位于丘陵坡道和库尔河谷的哥萨克聚落和普什卡尔纳亚聚落，以及位于平原远离城市的雅姆斯卡亚聚落。当时的雅姆斯卡亚是一个小村庄，集中在维韦登斯卡娅教堂附近。斯特列列茨卡娅和科热文尼聚落位于低洼地带，常常受到图斯卡河的洪水侵袭。
库尔斯克的整体布局遵循规整原则。1782年的规划显示，库尔斯克分为两个部分：纳戈尔纳亚城和扎库尔纳亚城，二者由库尔河谷隔开。每一部分由规则的长方形街区构成，主要街道两侧有规划的街道。纳戈尔纳亚部分规划有19条街道，扎库尔纳亚部分则规划有24条街道。城市入口处的莫斯科街和赫尔松街起点设有广场，原监狱遗址被拆除，壕沟被填埋，取而代之的是一个名为“红色广场”的地方。
1782年的新规划并未充分考虑库尔斯克地区复杂的地形，尽管在纸上呈现出规范和整齐的结构，仍需对计划进行大幅修订。为了实现对居民的全面管理，库尔斯克被划分为四个部分，由专员进行管理。城市的重新规划由省测量师伊万·费多罗维奇·巴希洛夫和地区测量师伊万·肖辛及省建筑师瓦西里·雅科夫列夫和拉夫连季·卡林诺夫斯基等人共同推进。
随着城市发展，18世纪末期，库尔斯克中心地区的建筑逐渐增多，包括政府建筑（如办公楼、邮局、法庭、监狱、药店、医院等）。1782年的总体城市规划为库尔斯克的发展奠定了基础，直到1947年，二战后才出现新的城市规划文件。尽管1786年至1836年间，住宅数量增长不大，但库尔斯克的布局逐渐趋于规整。许多周边聚落，如雅姆斯卡亚、斯特列列茨卡娅等，直到1917年后才被纳入城市范围。

### 氣候
| 庫爾斯克（1991至2020年，極端數據從1833年至今） | 庫爾斯克（1991至2020年，極端數據從1833年至今） | 庫爾斯克（1991至2020年，極端數據從1833年至今） | 庫爾斯克（1991至2020年，極端數據從1833年至今） | 庫爾斯克（1991至2020年，極端數據從1833年至今） | 庫爾斯克（1991至2020年，極端數據從1833年至今） | 庫爾斯克（1991至2020年，極端數據從1833年至今） | 庫爾斯克（1991至2020年，極端數據從1833年至今） | 庫爾斯克（1991至2020年，極端數據從1833年至今） | 庫爾斯克（1991至2020年，極端數據從1833年至今） | 庫爾斯克（1991至2020年，極端數據從1833年至今） | 庫爾斯克（1991至2020年，極端數據從1833年至今） | 庫爾斯克（1991至2020年，極端數據從1833年至今） | 庫爾斯克（1991至2020年，極端數據從1833年至今） |
| 月份                                           | 1月                                            | 2月                                            | 3月                                            | 4月                                            | 5月                                            | 6月                                            | 7月                                            | 8月                                            | 9月                                            | 10月                                           | 11月                                           | 12月                                           | 全年                                           |
| ---------------------------------------------- | ---------------------------------------------- | ---------------------------------------------- | ---------------------------------------------- | ---------------------------------------------- | ---------------------------------------------- | ---------------------------------------------- | ---------------------------------------------- | ---------------------------------------------- | ---------------------------------------------- | ---------------------------------------------- | ---------------------------------------------- | ---------------------------------------------- | ---------------------------------------------- |
| 历史最高温 °C（°F）                            | 8.5 (47.3)                                     | 9.5 (49.1)                                     | 22.5 (72.5)                                    | 28.1 (82.6)                                    | 32.6 (90.7)                                    | 36.5 (97.7)                                    | 37.2 (99.0)                                    | 38.8 (101.8)                                   | 33.0 (91.4)                                    | 26.8 (80.2)                                    | 17.7 (63.9)                                    | 10.2 (50.4)                                    | 38.8 (101.8)                                   |
| 平均高温 °C（°F）                              | −3.5 (25.7)                                    | −2.6 (27.3)                                    | 3.1 (37.6)                                     | 12.9 (55.2)                                    | 20.0 (68.0)                                    | 23.5 (74.3)                                    | 25.5 (77.9)                                    | 24.8 (76.6)                                    | 18.3 (64.9)                                    | 10.6 (51.1)                                    | 2.5 (36.5)                                     | −2.1 (28.2)                                    | 11.1 (52.0)                                    |
| 日均气温 °C（°F）                              | −5.9 (21.4)                                    | −5.5 (22.1)                                    | −0.3 (31.5)                                    | 8.2 (46.8)                                     | 14.8 (58.6)                                    | 18.4 (65.1)                                    | 20.3 (68.5)                                    | 19.4 (66.9)                                    | 13.5 (56.3)                                    | 6.9 (44.4)                                     | 0.1 (32.2)                                     | −4.3 (24.3)                                    | 7.1 (44.8)                                     |
| 平均低温 °C（°F）                              | −8.3 (17.1)                                    | −8.2 (17.2)                                    | −3.4 (25.9)                                    | 3.9 (39.0)                                     | 9.8 (49.6)                                     | 13.5 (56.3)                                    | 15.4 (59.7)                                    | 14.4 (57.9)                                    | 9.3 (48.7)                                     | 3.8 (38.8)                                     | −2.0 (28.4)                                    | −6.6 (20.1)                                    | 3.5 (38.3)                                     |
| 历史最低温 °C（°F）                            | −34.5 (−30.1)                                  | −35.3 (−31.5)                                  | −32.6 (−26.7)                                  | −15.6 (3.9)                                    | −6.1 (21.0)                                    | 0.4 (32.7)                                     | 6.1 (43.0)                                     | 1.9 (35.4)                                     | −3.9 (25.0)                                    | −17.4 (0.7)                                    | −25.0 (−13.0)                                  | −32.7 (−26.9)                                  | −35.3 (−31.5)                                  |
| 平均降水量 mm（）                              | 47 (1.9)                                       | 41 (1.6)                                       | 45 (1.8)                                       | 41 (1.6)                                       | 56 (2.2)                                       | 65 (2.6)                                       | 78 (3.1)                                       | 47 (1.9)                                       | 63 (2.5)                                       | 58 (2.3)                                       | 44 (1.7)                                       | 47 (1.9)                                       | 632 (24.9)                                     |
| 平均最大雪深 cm（）                            | 14 (5.5)                                       | 20 (7.9)                                       | 15 (5.9)                                       | 1 (0.4)                                        | 0 (0)                                          | 0 (0)                                          | 0 (0)                                          | 0 (0)                                          | 0 (0)                                          | 0 (0)                                          | 2 (0.8)                                        | 7 (2.8)                                        | 20 (7.9)                                       |
| 平均降雨天数                                   | 9                                              | 8                                              | 9                                              | 15                                             | 16                                             | 17                                             | 17                                             | 13                                             | 16                                             | 16                                             | 14                                             | 11                                             | 161                                            |
| 平均降雪天数                                   | 23                                             | 21                                             | 15                                             | 4                                              | 0.4                                            | 0                                              | 0                                              | 0                                              | 0.4                                            | 3                                              | 13                                             | 22                                             | 102                                            |
| 平均相對濕度（％）                             | 86                                             | 83                                             | 78                                             | 66                                             | 61                                             | 68                                             | 69                                             | 67                                             | 74                                             | 80                                             | 87                                             | 87                                             | 76                                             |
| 月均日照時數                                   | 46.9                                           | 74.0                                           | 144.5                                          | 204.2                                          | 286.2                                          | 316.5                                          | 314.7                                          | 287.0                                          | 188.4                                          | 113.4                                          | 59.6                                           | 31.4                                           | 2,066.8                                        |
| 来源1：Pogoda.ru.net                           |                                                |                                                |                                                |                                                |                                                |                                                |                                                |                                                |                                                |                                                |                                                |                                                |                                                |
| 来源2：NOAA                                    |                                                |                                                |                                                |                                                |                                                |                                                |                                                |                                                |                                                |                                                |                                                |                                                |                                                |

## 经济与基础设施
库尔斯克不仅是行政中心，还是重要的工业中心。其经济活动主要集中在铁基工业、化工行业以及大型食品加工产业，反映了周边“黑土地”地区的丰富农业资源。库尔斯克磁异常（Курская магнитная аномалия）尤为显著，这里是世界上已知的最大铁矿石储备，铁矿石的铁含量从35%到60%不等。
位于库尔斯克西南约40公里的库尔斯克核电站是该地区的重要基础设施之一，电站包含四个RBMK-1000反应堆，类似于1986年切尔诺贝利灾难中的反应堆。库尔斯克核电站的最早反应堆自1977年投入运营，而最新的反应堆则在1986年建成。

## 景点
库尔斯克拥有众多历史悠久的建筑和文化景点。市内最古老的建筑是圣三一修道院的上教堂，展现了彼得大帝早期统治时期的过渡风格。最古老的世俗建筑是罗莫丹诺夫斯基厅，虽然它可能是在18世纪中叶建造的，当时罗莫丹诺夫斯基家族已不存在。
库尔斯克大教堂建于1752年至1778年，以华丽的巴洛克风格建造，装饰极为奢华，许多艺术史学家将其归因于巴托洛梅奥·拉斯特列利。然而，尽管拉斯特列利的参与无从考证，该大教堂确实是叶卡捷琳娜大帝时代巴洛克风格的杰出代表，且并非由皇室委托或在帝国首都建造。
大教堂有两层，底层供奉圣塞尔吉乌斯，上层供奉卡赞的圣母。上教堂以复杂的圣像屏而著称，其制作耗时长达十六年。三层的教堂钟楼因其独特性而备受关注，圣塞拉芬在七岁时曾从其顶层意外坠落而幸存。复活教堂也在此地，是圣塞拉芬受洗的地方。
标志性建筑还有标志修道院大教堂（1816-1826年），它采用最纯粹的新古典主义风格，圆顶直径达到20米（66英尺），高度为48米（157英尺）。其内部曾装饰丰富，色彩斑斓的大理石、金箔和壁画交相辉映。苏联时期，该大教堂曾遭到亵渎，四个侧圆顶和入口处的双钟楼被拆除，现计划恢复其昔日的辉煌。
现代的库尔斯克是几所大学的所在地，包括库尔斯克国立医科大学、库尔斯克国立技术大学、库尔斯克国立大学（前称教育大学）和农业学院，以及私立的地区开放社会学院（ROSI）。市内还有多处纪念库尔斯克战役的现代圣地和纪念碑。
命令站掩体与博物馆是专门为纪念在库尔斯克战役中英勇作战的苏联T-34坦克部队而建，展出了T-34坦克。在1943年，这场战役中超过6000辆装甲车在库尔斯克附近的开放区域展开激烈战斗，成功阻止了德军的推进，是第二次世界大战东线的转折点。
库尔斯克在冷战期间也扮演了重要角色，曾是哈利诺空军基地的所在地。附近的中央黑土地自然保护区是一片未曾耕作的大草原，供多种研究用途。

## 參看
- 庫爾斯克號
- 庫爾斯克會戰
- 庫爾斯克號：深海救援